# Diente molar
Los dientes molares (o muelas) tienen como función principal masticar y triturar (o molturar) los alimentos. Son característicos de mamíferos. Se corresponden con cada uno de los dientes posteriores a los premolares. En la mayoría de los mamíferos, sirven para moler o triturar los alimentos, por lo que su nombre viene de la muela de molino. En la dentición decidua son parecidos a los de la dentición permanente.
- Los humanos adultos tienen doce molares, en cuatro grupos de tres en la parte posterior de la boca. El tercer y último molar de cada grupo es llamado muela del juicio o cordal, ya que es el último molar en aparecer, apenas rompiendo la superficie de la encía a la edad de veinte años aproximadamente.
- Los molares difieren de una especie animal a otra.

## Los molares en el ser humano

### Primer molar superior permanente
Este primer molar es el primero en erupcionar, siendo ésta la piedra angular de la oclusión. El primer signo de calcificación de este diente puede producirse incluso antes del nacimiento. El esmalte completo tardará de tres a cuatro años en completarse; brotará alrededor de los seis años, pero la raíz completa no estará formada hasta los nueve o diez años. Otras características son:
- Longitud coronaria: 7,7 mm (aprox.).
- Diámetro mesiodistal: 10,3 mm (aprox.).
- Diámetro mesioincisal de la corona aneud del cuello: 8 mm (aprox.).
- Diámetro vestibulopalatino: 11,8 mm (aprox.).
- Curvatura de la línea cérvico mesial: 2 mm (aprox.).
- Curvatura de la línea cérvico distal: 2 mm (aprox.).

Ocluye con 3⁄4 partes distal del 1.er molar y 1⁄4 mesial del 2.º molar inferior., posee la corona más ancha en sentido vestibular-oclusal. Es el diente de mayor tamaño. Tiene cuatro cúspides funcionales: dos vestibulares y dos palatinas. Tiene una amplia superficie oclusal y es multifactorial además de contar con un fuerte soporte radicular. Relación con las atmns. Posee 3 raíces: 2 vestibulares y 1 palatina.

#### Cara vestibular
Características de la cara vestibular:
- Forma romboidal
- La cúspide mesio-vestibular es ligeramente más ancha a la disto-vestibular.
- Posee un surco vestibular y una cúspide disto-vestibular, la cual es más cónica que la mesio-vestibular.
- El surco de desarrollo vestibular que separa las dos cúspide vestibulares es más o menos equivalente entre los ángulos mesiovestibulares y distolinguales.
- La cara vestibular es más corta en sentido cérvico-oclusal y más ancha en sentido mesio-distal, la cúspide disto-vestibular es más pequeña y permite ver la disto-palatina, las raíces más indentadas hacia distal.
- La raíz mesial está vecina con el surco vestibular.
- Muchas veces desde esta superficie presenta una área aplanada o convexa en la cara distal, inmediatamente sobre la cúspide distovestibular en el tercio cervical de la corona.
- Las 2 raíces pueden verse desde la cara vestibular: los ejes radiculares están inclinados en sentido distal, las raíces no son rectas.
- El punto de bifurcación de las raíces vestibulares están ubicadas aproximadamente a 4 mm sobre la línea cervical (puede variar esta medida).
- Por lo general la raíz vestibular es más corta que la lingual.

#### Cara palatina
Características de la cara palatina:
- Tiene forma de trapecio.
- Las caras proximales convergen más, son más angostas a medida que se acercan al cuello.
- Poseen dos cúspides de diferente tamaño, la mesio-palatina ocupa las 3/5 partes de toda la cara palatina de la corona.
- La línea cervical es recta a diferencia de las vestibulares.
- Posee un surco palatino.
- La cúspide distolingual constituye los 2/5 remanentes.
- El ángulo formado por el entorno de la corona mesial y la vertiente mesial de la cúspide mesio lengual es casi de 90 grados.
- La unión de las vertientes mesial y distal de esta cúspide describe un ángulo obtuso.
- Las tres raíces son visible desde la cara lingual, con la gran raíz en primer plano.
- La raíz lingual es cónica y termina en un ápice bien redondeado.

#### Cara mesial
Características de la cara mesial:
- En el cuello de las coronas tiene un diámetro máximo vestíbulo-palatino.
- El contorno trapezoidal es convergente en sentido vestíbulo-palatino hacia oclusal.
- La cúspide mesio-palatina es más alta que la mesio-vestibular.
- La línea cervical es irregular, posee unos tubérculos y surcos complementarios que son liviadores oclusales, los cuales se encuentran en los espacios interdentales.
- En la cara mesial el punto de contactado es en la unión del tercio medio y oclusal más hacia vestibular.
- La cresta marginal mesial, que confluye con las crestas cuspidias mesio-vestibular y mesio-lingual, es irregular.
- La raíz mesio-vestibular es ancha y aplanada en su cara mesial.
- El entorno vestibular de la raíz se extiende hacia arriba y afuera de la corona y termina en un ápice romo.
- La raíz lingual es más larga que la mesial.

#### Cara distal
Características de la cara distal:
- Está formada por la cúspide distal-vestibular y distal-palatina, la cresta mesio-distal. La cúspide disto-palatina es de igual tamaño que la disto-vestibular.
- La línea cervical es casi recta, la cresta marginal distal es más corta en sentido vestíbulo- palatino y menos prominente.
- El punto de contacto es en el punto medio de la corona. La cresta marginal distal se hunde fuertemente en dirección cervical y expone cresta triangular en la parte distal de la superficie oclusal de la corona.
- La cara distal de la corona en general es convexa, con una superficie lisa redondeada, excepto una pequeña zona cerca de la raíz distal-vestibular en el tercio cervical.
- La raíz disto-vestibular tiene la base más angosta que las otras dos.

#### Cara oclusal
Características de la cara oclusal:
- Tiene forma romboidal.
- Es más ancha en sentido mesial y palatino.
- Posee unos ángulos agudos mesio-vestibulares y distos palatinos, dos obtusos que son mesio-palatinos y disto-vestibular.
- La cara oclusal presenta una cúspide mesio-vestibular y disto-vestibular separada por un surco vestibular.
- Posee una fosa triangular central. Partiendo de ella encontramos el surco vestibular y un surco mesial.
- Tiene una fosita secundaria mesial y un microsurco en el reborde mesial que corresponderá a la cresta marginal-mesial.
- Posee una fosa marginal distal de donde viene el surco palatino y un surco distal en el ángulo doloso.
- Encontramos también una fosita secundaria triangular distal y una apófisis o cresta oblicua que se encuentra tendiendo a la cúspide mesio-palatina y disto-vestibular.
- Se observa un surco transversal de la cresta oblicua y el «Tubérculo de Carabelli», encontrándose este en el primer molar superior.
- La secuencia del tamaño de la cúspide: la cúspide mesio palatina es más grande siguiendo la cúspide mesio vestibular, luego la cúspide disto-vestibular, siendo la más pequeña la cúspide disto-palatina.
- Las cúspides más agudas son las mesio-vestibulares y siguiendo la cúspide disto palatina.
- El lado vestibular tiene mayor prominencia en el tercio mesial.
- Los lados proximales ambos son convexos.

### Segundo molar superior permanente
Esta pieza complementa al primer molar en su función. Las raíces de éstas son muy largas o aún más que las del primer molar, la cúspide disto palatina es más pequeña y no posee quinta cúspide. La calcificación comienza entre los 2 años o 2,5 años desde el nacimiento. El esmalte completo tardará entre 7 y 8 años en conformarse. El diente brota entre los 12 y 13 años, pero la raíz no estará completamente formada hasta los 14 o 16 años.
Otras características de esta pieza dental son:
- Mesio distal de la corona: 9 mm (aprox.).
- Vestíbulo palatino: 11 mm (aprox.)
- Curvatura de la línea cervical mesial 1 mm (aprox.).
- Curvatura de la línea cervical distal 0.0 mm (aprox.)
- Longitud
  - Total 20,7 mm (aprox.)
  - Corona 7,2 mm (aprox.)
  - Raíz 13,5 mm (aprox.)
  - Ocluye con las 3⁄4 partes distales del 2.º molar y 1⁄4 del 3.er molar inferior.

#### Cara vestibular
La corona es:
- Más corta en sentido cervico-oclusal y más ancha en sentido mesio-distal.
- cúspide disto-vestibular es más pequeña y permite ver la disto-palatina.
- Raíces más inclinadas hacia distal.
- Ápice disto-vestibular hacia distal de la corona. Ápice mesio-vestibular relacionado con el surco vestibular.

#### Cara palatina
- La cúspide disto palatina es más pequeña. Puede verse la cúspide disto vestibular a través del surco palatino.
- No hay tubérculo.
- La raíz palatina es más estrecha en sentido mesio-distal y con inclinación distal neta.
- Ápice palatino en línea con la punta de la cúspide disto palatina. En lugar que con el surco lingual cuando es tricuspídeo, se ve por esta cara una sola cúspide pentagonal, convexa y sin surco.

#### Cara mesial
La medida vestíbulo-lingual es más o menos la misma que la del primer molar, pero la longitud de la corona es menor. Las raíces no divergen tanto en sentido vestíbulo lingual; están dentro de los confines señalados por esas dos caras de la corona.

#### Cara distal
Dado que la cúspide disto-vestibular es más pequeña que en el primer molar, puede verse más de la mesiovestibular. Desde este ángulo no se puede observar la mesio-lingual. El ápice de la raíz lingual está en la línea de la cúspide distolingual.

#### Cara oclusal
El tipo más frecuente del segundo molar es el romboidal, aunque en comparaciones con el primer molar los ángulos agudos del área romboidal son menores, y los ángulos obtusos son mayores.
- El diámetro vestíbulo-lingual de la corona es más o menos igual, pero el diámetro mesiodistal es aproximadamente 1 mm más corto. Las cúspides mesio-vestibulares y mesio-linguales son tan grandes y bien desarrolladas como en el primer molar, en general cuando se mide la corona en su diámetro mayor de vestibular a lingual por la parte distal, es considerablemente menor que el diámetro más grande de vestibular a lingual por la parte mesial, y presenta mayor convergencia hacia distal que el primer molar.
- No es raro encontrar más surcos suplementarios y fosillas en la superficie colosal de un segundo molar superior, que en el primer molar.

Otras formas que podemos observar en la cara oclusal de un segundo molar superior son:
- Forma trapezoidal: El surco de la cresta oblicua es más corto debido a la reducción de tamaño a presentar la cúspide disto-palatina, determinando la forma trapezoidal.
- Forma triangular: Presenta una forma de T, desaparece la cúspide disto-palatina, quedando 3 cúspides que le confieren esta forma triangular.
- Compresión de forma elíptica: Es llamada así porque hay un acercamiento de los ángulos mesio-palatino y disto-vestibular, siendo éste tetracúspide. En esta cara desaparece el surco de la cresta oblicua, y el surco central se divide hacia distal.

## Tipos de molares en los mamíferos
Existen varios tipos de molares de acuerdo a la forma, crecimiento, número y altura de las cúspides. El molar típico de los mamíferos se conoce como molar tribosfénico, donde hay una cúspide lingual en el diente superior llamada  protocono que cae sobre una depresión posterior del molar inferior llamada talónido. El molar tribosfénico superior está definido por un trígono (forma triangular) formado por tres cúspides (protocono, paracono y metacono) y el molar inferior por trigónido (igual que trígono, pero las denominaciones en el molar inferior terminan en "ido") con protocónido, paracónido y metacónido, y un talónido (depresión o valle) bordeado con tres cúspides (entoconido, hipoconido e hipoconúlido). Los distintos tipos de molares son modificaciones de este molar tribosfénico por adicción o perdida de cúspides y valles, y por la aparición de crestas que unen las cúspides. En los distintos grupos de mamíferos existe además la tendencia a la aparición de una cúspide labial secundaria en el molar superior llamada "hipocono". El hipocono se ha desarrollado al menos veinte veces independientes en distintos grupos de mamíferos y de distintas maneras.
De acuerdo a la forma de sus cúspides, los molares pueden ser:
- Bunodonte: superficie del diente se hace cuadrangular y las cúspides se elevan en forma de cono o "bunos". Dieta omnívora. Hay una tendencia a perder el paracónido en el molar inferior.
- Selenodonte: cúspides iguales a las de un diente bunodonte pero con forma de media luna llamados "selenos". En general son hipsodontes. Dieta herbívora.
- Lofodonte: las cúspides se unen formando crestas llamadas lofos. El molar lofodonte típico es el bilofodonte (dos lofos). Dieta herbívora. En el molar superior están el hipolofo y el protolofo, en el inferior, el hipolofido y el metalofido. Hay una tendencia a aumentar el número de lofos (polifodonte). En el caso extremo del último molar de algunos caviomorfos, donde hay una multiplicación de lofos, se habla de un diente eslasmodonte. En algunos animales hay combinaciones entre la morfología selenodonte y lofodonte, por ejemplo en los caballos.
- Secodonte: dieta carnívora, adaptada al corte. En los mamíferos del orden Carnívora, se forma la cuchilla carnicera, complejo entre el cuarto premolar superior (P4) y el primer molar inferior (m1). Los molares superiores tienden a reducirse y los inferiores se comprimen y la superficie de masticación tiende a desaparecer.
- Zalambdodonte: con cúspides en V. En Insectivora
- Dilambdodonta: con crestas en forma de w dispuestas en sentido anteroposterior. En algunos insectívoros y en microquirópteros.

Estos distintos tipos de molares pueden combinarse. Por ejemplo los caballos poseen molares lofoselenodontes.

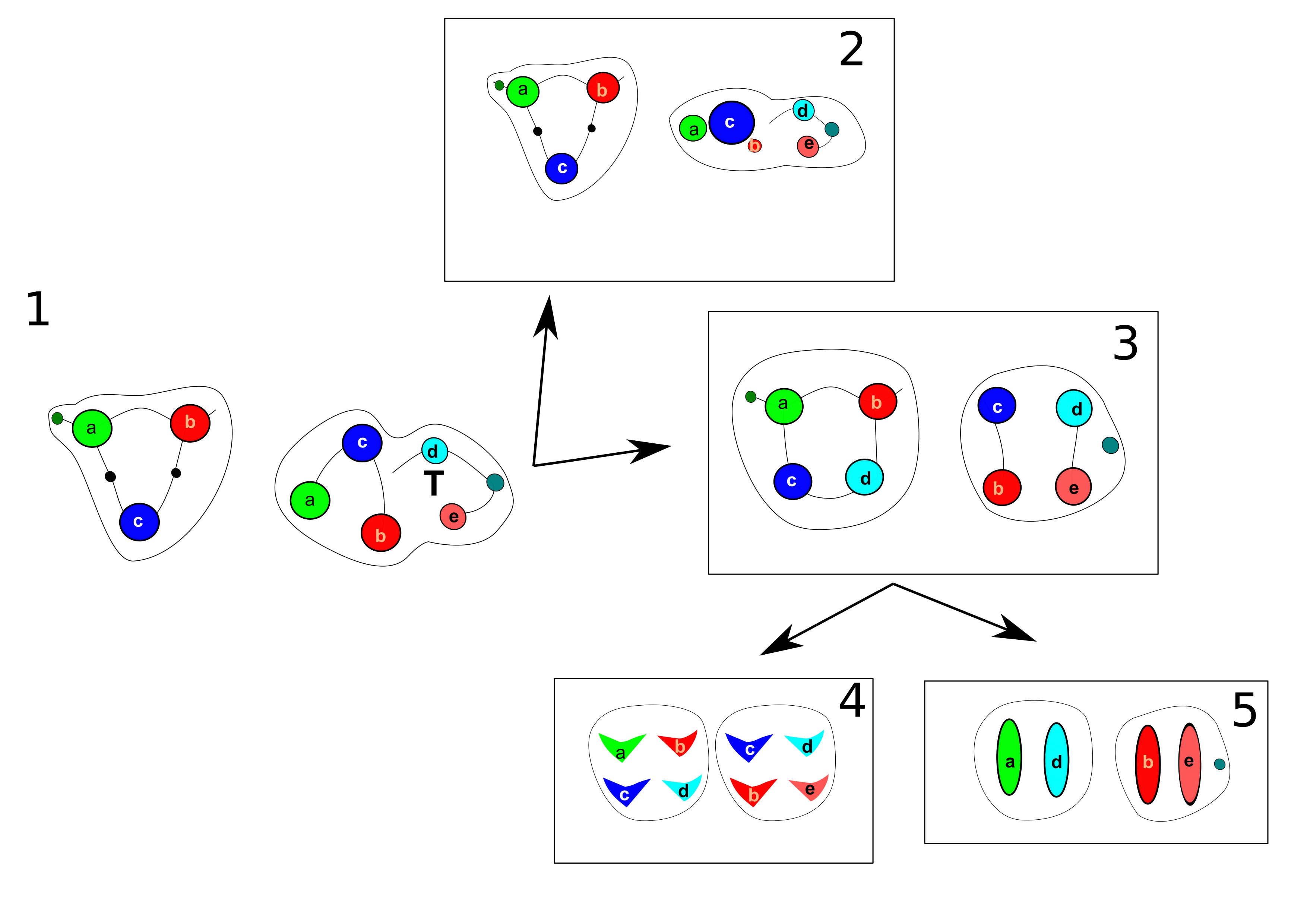
Modelo general de diferentes morfologías de dientes molares (ilustrados por pares: molares superiores a la izquierda e inferiores a la derecha). 1) Molar tribosfénico; 2) Molar secodonto; 3) Molar bunodonto; 4) Molar selenodonto; 5) Molar lofodonto. T: talónido; a) Verde: paracono/paracónido; b) rojo: metacono/metacónido; c) azul: protocono/protocónido; f) celeste: hipocono/hipocónido; e) rosa: entocónido; verde oscuro: paraestilo/hipoconúlido; negro: cúspides secundarias

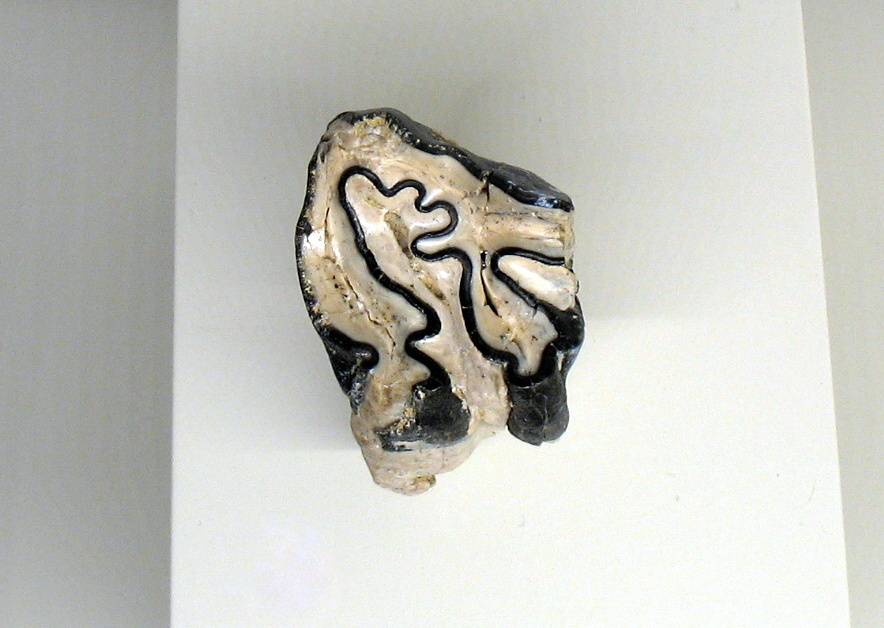
Lofodoncia
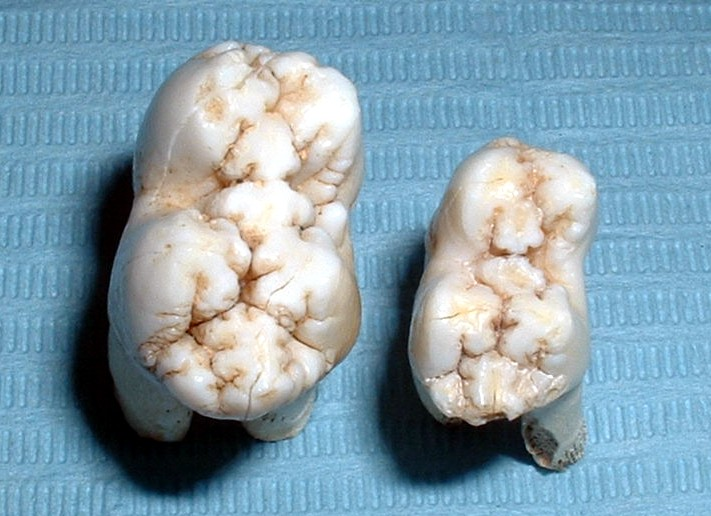
Bunodoncia
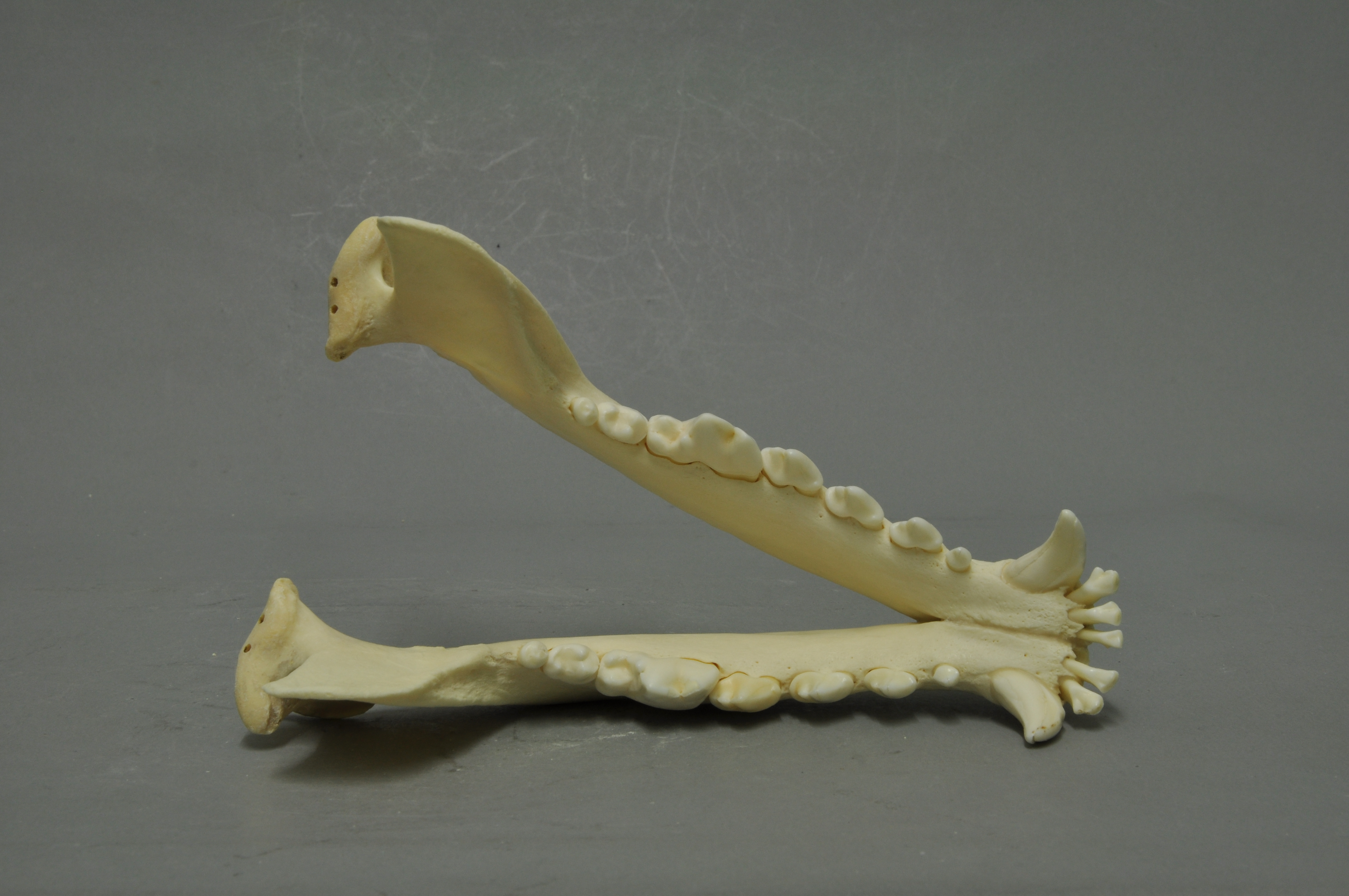
Secodoncia
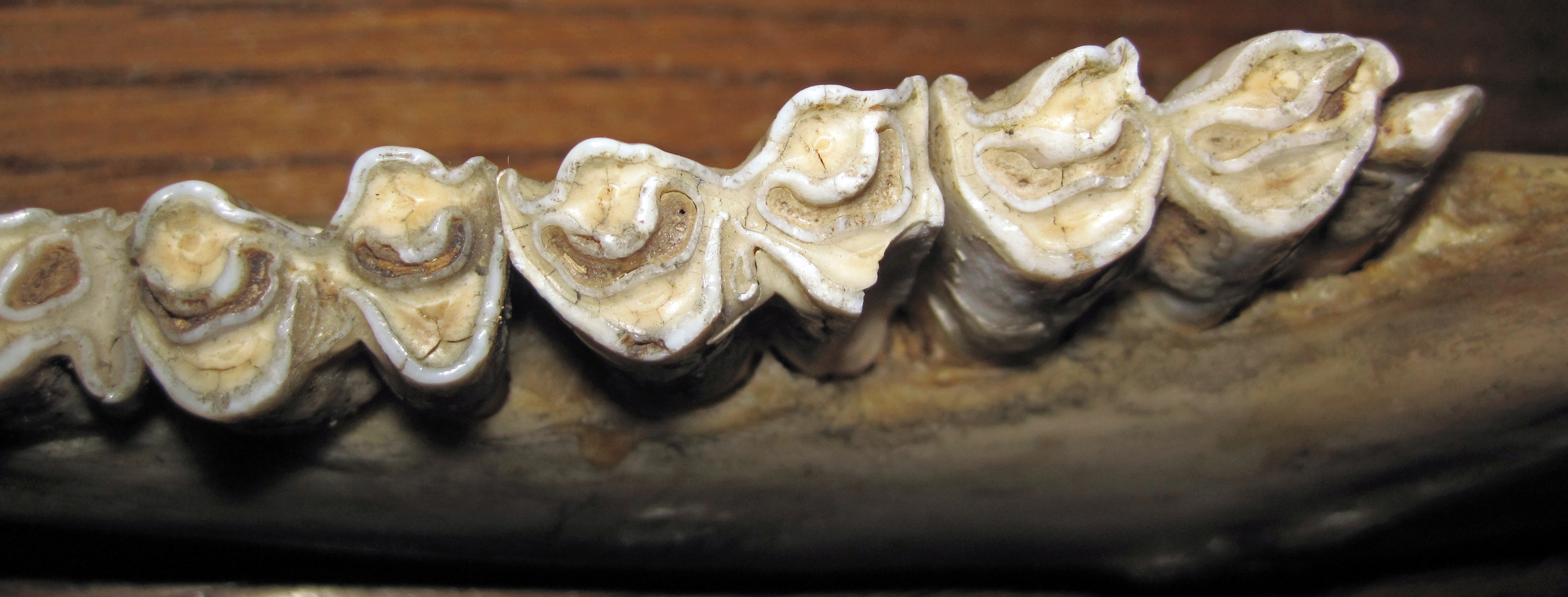
Selenodoncia
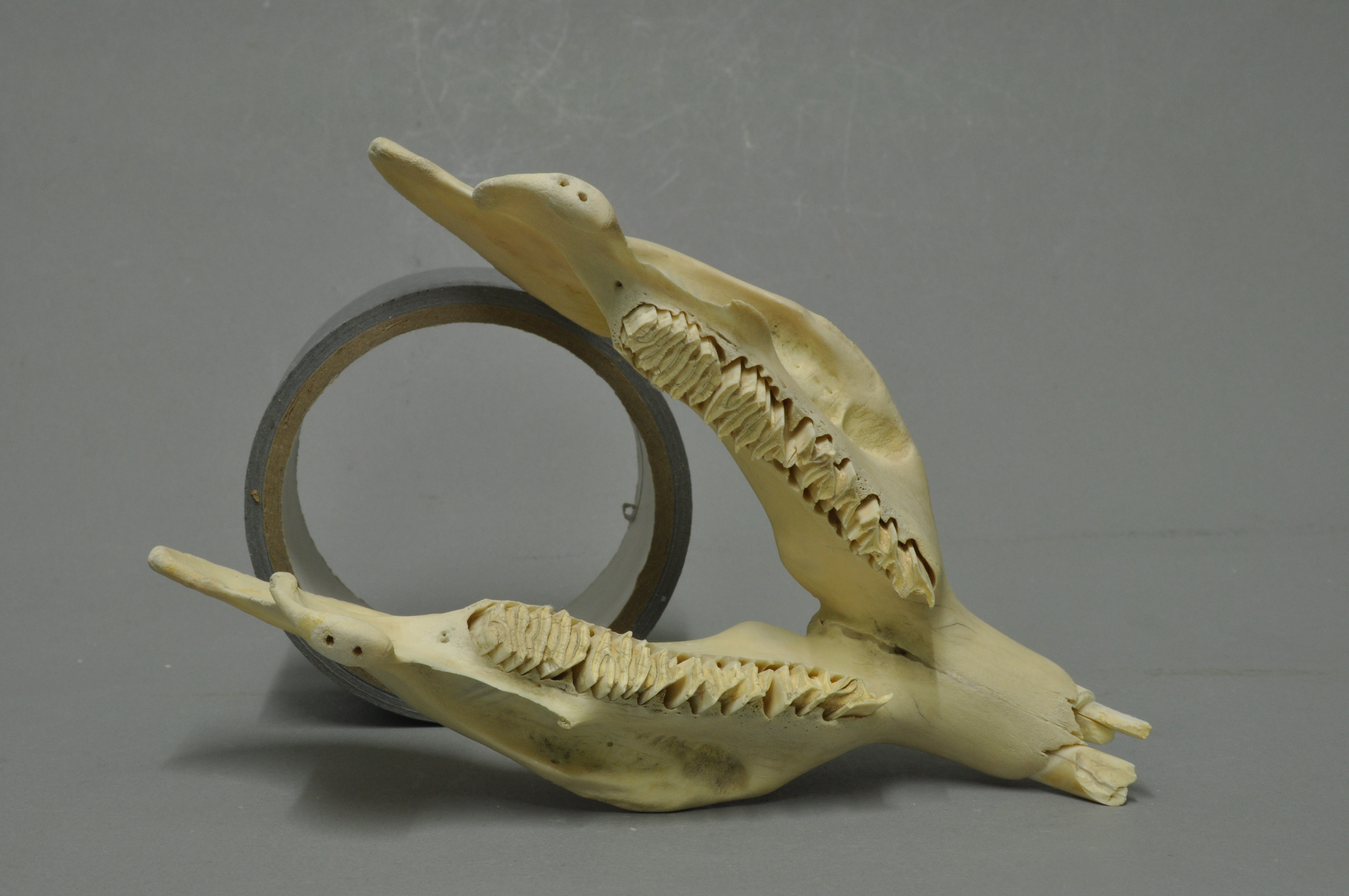
Mandíbula de Hydrochoerus, el último molar presenta múltiples lofos

## Nomenclatura de los molares

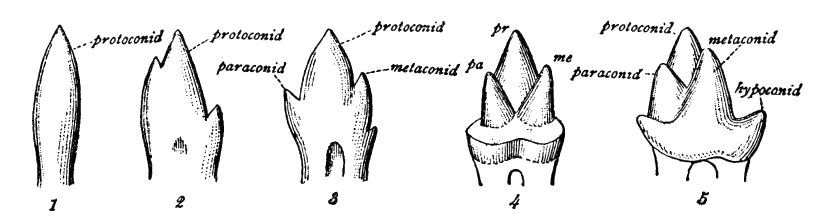
Teoría tribercular de la aparición de las cúspides

Las estructuras dentro de los molares reciben distintos nombres de acuerdo a su posición y morfología. Esta nomenclatura fue desarrollada por Henry Fairfield Osborn y es, aunque con muchas variantes, la que continúa vigente hoy.
- Se le agrega el sufijo "-conos/-cónidos" (molar superior/molar inferior): a las cúspides principales: Paracono, Metacono, Protocono e Hipocono en el molar superior, y Paracónido, Metacónido, Protocónido, Hipocónido y Entocónido en el molar inferior. Se usa este nombre tanto para los molares bunodontes como selenodontes, es decir tantos para los "buno" como para los "selenos".
- Se le agrega el sufijo "-cónulo/-conúlido" (molar superior/molar inferior): a las cúspides secundarias. Por ejemplo, Metacónulo, Hipoconúlido.
- Se le agrega el sufijo "-stilo/stílido" (molar superior/molar inferior): a las cúspides periféricas que se encuentran en las cornisas o cíngulos del diente. Estas cúspides se nombran tradicionalmente de acuerdo a su cercanía con las cúspides principales, aunque algunos anatomistas prefieren nombrarlas de acuerdo a su posición en el diente.
- Se le agrega el sufijo "-lofo/lófido" (molar superior/molar inferior): a las crestas que unen cúspides incluyendo en el nombre de una las cúspides involucradas. Por ejemplo, el hipolófico es la cresta que une al hipocónido con el entocónido. Estas crestas a menudo poseen crestas secundarias: se llama crista a la cresta secundaria del ectolófido; antecrochet a la del protolofo, y crochet a la del metalofo.[4]
- Se utiliza el sufijo "-crista/-crístida" (molar superior/molar inferior): a las crestas que salen de las cúspides pero no las unen con otras cúspides. También se utiliza para denominar los bordes de los selenos.
- A las estructuras en la parte lingual del molar a menudo se le agrega el sufijo "ento-" (de "interno") mientras que las de la parte lingual se les agrega el sufijo "ecto-" ("externo). Las estructuras en la parte mesial del molar a menudo se le agrega el sufijo "pre-" (de "previo") mientras que las de la parte distal se les agrega el sufijo "post-" ("posterior"). La parte mesial es aquella que está hacia los incisivos.[6]
- Los prefijos de las cúspides "para-", "meta-", "proto-", "hipo-", etc, se relacionan con la sucesión y posición de las cúspides de acuerdo a la antigua teoría tritubercular de la evolución de los molares de Cope y Osborn. Aunque dicha teoría ha perdido vigencia, se continúan usando los nombres para la descripción de los molares. El prefijo "proto" se refería a la cúspide original que sería homóloga a un diente de una sola cúspide según Osborn, y sería la primera cúspide en aparecer no solamente en la evolución sino en el desarrollo.[4] Esto fue criticado tempranamente por los estudios de embriología donde se mostraba que la primera cúspide en el desarrollo embrionario de los molares superiores era el paracono.[4] Más tarde se demostró que esto es variable y la primera cúspide en aparecer en la ontogenia no tendría relación con la evolución del diente.[5]

### Algunos nombres particulares

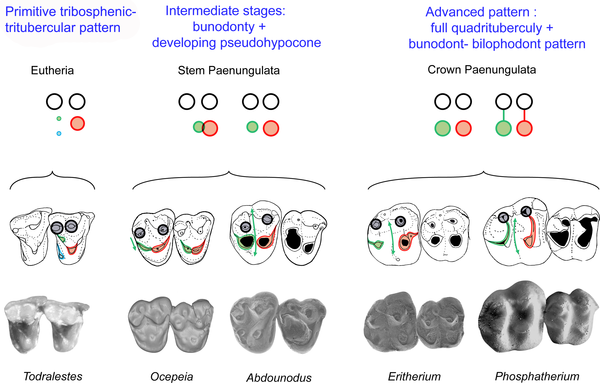
Evolución del hipocono

- Crista obliqua: en la terminología primatológica se refiere a una cresta que surge del protocono hacia el metacono en el molar superior, muchas veces uniéndolos.[7] Sin embargo en la anatomía paleontólogica, la crista oblicua se refiere a la cresta mesial del hipocónido en el molar inferior (prehipocrística en algunos trabajos).[6][8]

- Hipocono y pseudohipocono: el nombre "hipocono" se refiere a una cúspide lingual posterior en el molar superior de mamíferos omnívoros y herbívoros. El hipocono aumenta la superficie de molienda del molar y su eficacia.[5] Se ha desarrollado al menos veinte veces independientes en distintos grupos de mamíferos y de distintas maneras.[2] Estrictamente el nombre "hipocono" se refiere a aquella cúspide surgida del cíngulo posterior del diente, y algunos autores prefieren el término "pseudohipocono" para aquellas que se presentan en la misma posición pero tienen otros orígenes evolutivos.

- Tubérculo de Carabelli (o protostilo): es una cúspide accesoria en lado lingual (interno) del molar superior.

## Origen
Los dientes con múltiples cúspides de los mamíferos probablemente evolucionaron a partir de dientes de una sola cúspide en los sinápsidos, aunque la diversidad de patrones molares en los terápsidos y la complejidad de los primeros molares de los mamíferos hacen que sea imposible determinar cómo sucedió esto. De acuerdo con la "teoría de la diferenciación" ampliamente aceptada, han surgido cúspides adicionales por gemación o crecimiento de la corona, mientras que la "teoría de la concrescencia" rival propone que los dientes complejos evolucionaron por la agrupación de dientes cónicos originalmente separados. Generalmente se acepta que los mamíferos térios (placentarios y marsupiales) evolucionaron a partir de un ancestro con molares tribosfénicos, con tres cúspides principales dispuestas en un triángulo.